# Гламур для дур
«Гламур для дур» — казахстанская комедия 2016 года режиссёра Аскара Узабаева. Главные роли исполнили солистка группы «КешYou» Акбота Сейтмагамбет и телеведущая Асель Акбарова, вторые роли сыграли участники команды КВН «Казахи».
В кинопрокате Казахстана 2016 года фильм занял пятую строчку среди казахстанских картин.

## Сюжет
Обычная девушка Ужлан из аула, чтобы родители не выдали её замуж за нелюбимого, прямо с выпускного бала уезжает в Алма-Ату, к старшей сестре Бибигуль, которую видела только в детстве. Сестра стала успешной бизнесвумен и знать о сестрёнке из аула не желает. Она поручает помощнику увезти её на вокзал и отправить домой. Но Улжан — девушка упрямая и боевая, мечтает покорить большой город и стать известной блогершей. Гламурная жизнь столицы станет искушением для главной героини, публикующей лук на своей страничке в соцсети под дружный смех городских снобов над сельской дурочкой.

## В ролях
- Акбота-Нур Сейтмагамбет — Улжан
- Асель Акбарова — Бибигуль
- Даурен Айдаркулов — Марсель
- Гульнара Сильбаева — Сабина
- Фима Иванов — менеджер в бутике
- Константин Козлов — Сергей Латышов, врач-психиатр
- Толепберген Байсакалов — режиссёр
- Данагуль Темирсултанова — мама Улжан
- Бауржан Каптагаев — отец Улжан
- Асель Садвакасова — звезда
- Антуан Дукравец — французский инвестор
- Ашим Ахметов — Кадырбек
- Нышанбек Жубанаев — грузчик на барахолке
- Еркен Губашев — покупатель на барахолке

## Саундтрек
Саундтреком к фильму стала песня «Қалай қарайсың?» (Как ты на это смотришь?) с дебютного мини-альбома «Айыптама» казахского бойз-бэнда «Ninety One».

## Рецензии
- Дмитрий Мостовой — Вывести аул из девушки // Sputnik Казахстан, 2 декабря 2016
- Мади Мамбетов — Фильм недели: «Гламур для дур» // Интернет-журнал «Власть», 30 ноября 2016
- Айша Амирхан — Почему ты не приезжала в аул? Рецензия на фильм «Гламұр для дур» // Informburo.kz, 3 декабря 2016